# Marie-Gabrielle de Lorraine
Ne doit pas être confondu avec Marie-Gabrielle de Luxembourg.
Marie-Gabrielle-Charlotte de Lorraine est née le 30 décembre 1702 à Palais des ducs de Lorraine et mort le 11 mai 1711 à Château de Lunéville. Elle est la deuxième fille du duc Léopold Ier de Lorraine et de son épouse, née princesse Élisabeth-Charlotte d'Orléans. Sa mère était elle-même la nièce du roi Louis XIV et la sœur cadette du régent Philippe d'Orléans. Marie-Gabrielle était une princesse de la maison de Lorraine, France et du Orléans.
Deux de ses trois frères et sœurs meurent en bas âge : son frère Léopold, né en 1699 et décédé en 1700, et sa sœur Louise-Christine, née en 1701 et décédée la même année. Marie-Gabrielle Charlotte meurt de la variole à l’âge de huit ans.

## Biographie

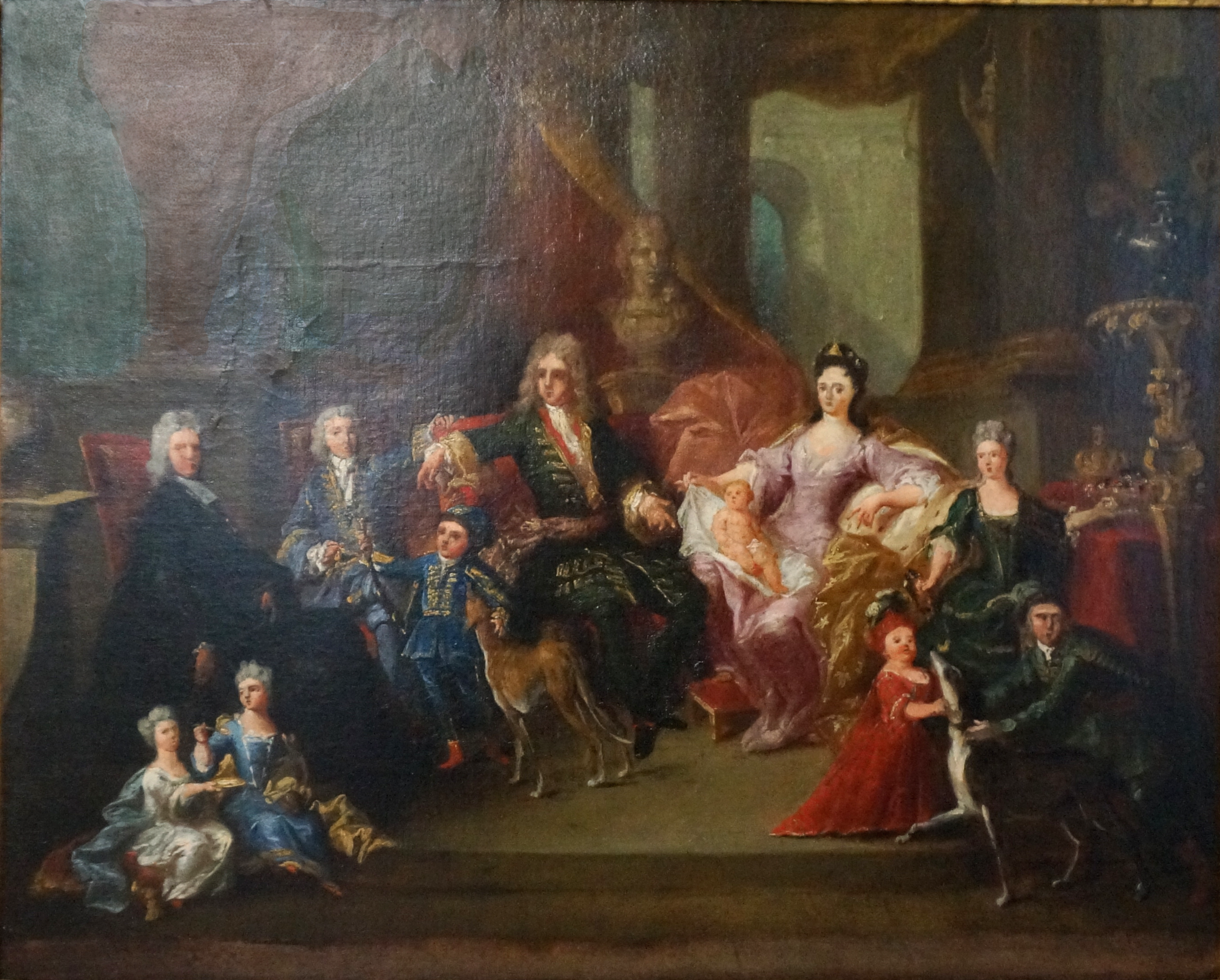
La famille de Léopold Ier, Marie-Gabrielle assise tout en bas dans le coin gauche à l'extrémité, attribuée à Jacques Van Schuppen, 1710.

Marie-Gabrielle-Charlotte de Lorraine est née le 30 décembre 1702 au palais des ducs de Lorraine, et fut provisoirement baptisée le jour de sa naissance au palais (à cette époque le taux de mortalité infantile au XVIIIe siècle était très élevé), à Nancy – capitale du duché de Lorraine, où régnait son père, le duc.
Elle est la troisième fille et le quatrième enfant du duc Léopold Ier de Lorraine et de Élisabeth-Charlotte d'Orléans. Sa mère était membre de la maison de Bourbon, la dynastie qui régnait sur le royaume de France à l'époque. Et la fille de Philippe d'Orléans (jeune frère du roi Louis XIV de France) et de Élisabeth-Charlotte de Bavière, également connue sous le nom de Madame (princesse palatine), célèbre épistolaire. Son père était le fils de Charles V, duc de Lorraine et de Éléonore d'Autriche, duchesse de Lorraine .
Du côté maternel, Marie-Gabrielle est nièce du roi Louis XIV, et cousine utérine de la dauphine Marie-Adélaïde de Savoie. Cela fait d’elle une tante « à la mode de Bretagne » (un type de parenté éloignée) du futur roi Louis XV de France.

Elle grandit très proche de sa sœur Élisabeth-Charlotte et reçoit une bonne éducation en tant que nièce de Louis XIV. Ses parents ont un mariage heureux et une vie de famille heureuse.

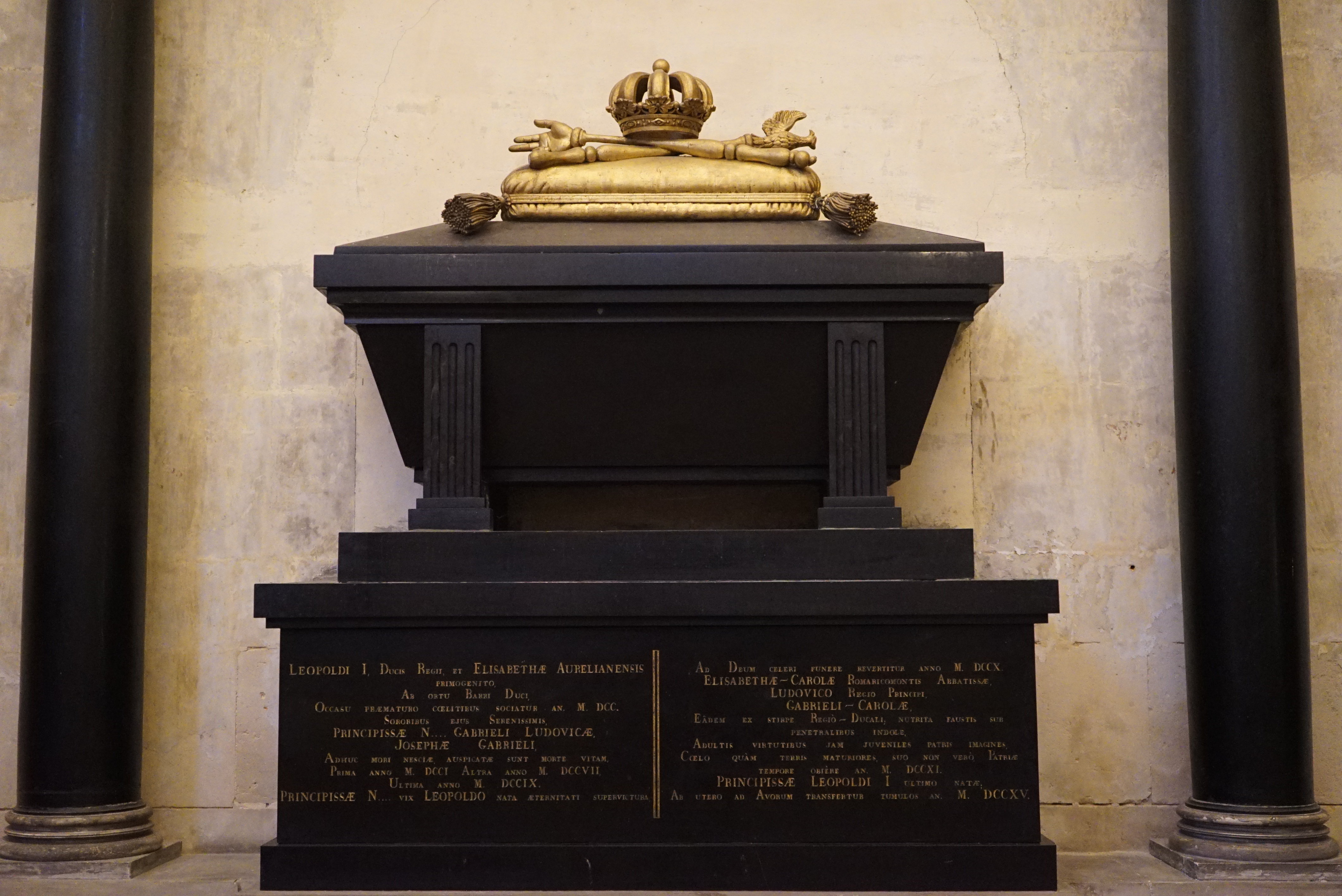
Le sixième mausolée de la Chapelle ronde.

Une épidémie de variole se propage à travers l'Europe au printemps 1711. Elle tue des personnalités comme l'empereur du Saint-Empire Joseph Ier (décédé le 17 avril) et Louis, le Grand Dauphin (décédé le 4 avril). Malgré tous les efforts, la princesse Élisabeth-Charlotte de Lorraine, sœur aînée de Marie-Gabrielle, contracte la variole et décède le 4 mai. Elle a auparavant transmis la maladie à Louis et à la princesse Marie-Gabrielle-Charlotte. Louis décède le 10 mai. Marie-Gabrielle-Charlotte décède le lendemain, le 11 mai, sept mois avant son neuvième anniversaire. Ainsi, en un an, les parents de Marie-Gabrielle ont perdu trois de leurs enfants en même temps.
Elle est inhumée dans la crypte ducale de l'église Saint-François-des-Cordeliers de Nancy,, auprès de ses parents et de ses frères et sœurs dans le sixième tombeau de la chapelle ronde.
Son frère cadet François-Étienne devient plus tard empereur du Saint-Empire romain germanique. Son plus jeune frère Charles Alexandre devient plus tard gouverneur des Pays-Bas autrichiens et épousa Marie-Anne d'Autriche en 1744. Sa plus jeune sœur, Anne-Charlotte, qu'elle n'a jamais rencontrée, devient plus tard abbesse de Remiremont. Au moment de sa mort, sa mère est enceinte d'une future reine de Sardaigne.

## Titres et styles
- 30 décembre 1702 -  11 mai 1711 : Son Altesse Royale la princesse Marie-Gabrielle de Lorraine